# Presidenti della Provincia di Pescara
Elenco dei presidenti dell'amministrazione provinciale di Pescara.

## Regno d'Italia (1927-1946)

### Presidi del Rettorato (1927-1944)
| Nº | Nº | Ritratto | Nome             | Mandato | Mandato | Partito                    |
| Nº | Nº | Ritratto | Nome             | Inizio  | Fine    | Partito                    |
| -- | -- | -------- | ---------------- | ------- | ------- | -------------------------- |
|    |    |          | Domenico Tinozzi | 1927    | 1934    | Partito Nazionale Fascista |
|    |    |          | ?                | ?       | ?       | Partito Nazionale Fascista |

## Repubblica Italiana (dal 1946)

### Presidenti della provincia (dal 1951)

#### Eletti dal Consiglio provinciale (1951-1995)
| Nº            | Nº               | Ritratto | Nome               | Mandato          | Mandato         | Partito                                        |
| Nº            | Nº               | Ritratto | Nome               | Inizio           | Fine            | Partito                                        |
| ------------- | ---------------- | -------- | ------------------ | ---------------- | --------------- | ---------------------------------------------- |
|               |                  |          | ?                  | ?                | ?               | ?                                              |
|               |                  |          | Gaetano Cuzzi      | 14 ottobre 1985  | 2 agosto 1990   | Partito Socialista Italiano                    |
| 2 agosto 1990 | 28 dicembre 1991 |          | Gaetano Cuzzi      |                  |                 | Partito Socialista Italiano                    |
|               |                  |          | Marco Marini       | 28 dicembre 1991 | 4 novembre 1992 | Partito Socialista Italiano                    |
|               |                  |          | Fortunato Di Sipio | 18 novembre 1992 | 8 maggio 1995   | Democrazia Cristiana Partito Popolare Italiano |

#### Eletti direttamente dai cittadini (1995-2014)
| Nº             | Nº            | Ritratto | Nome                  | Mandato        | Mandato         | Partito                                     | Elezione |
| Nº             | Nº            | Ritratto | Nome                  | Inizio         | Fine            | Partito                                     | Elezione |
| -------------- | ------------- | -------- | --------------------- | -------------- | --------------- | ------------------------------------------- | -------- |
|                |               |          | Luciano D'Alfonso     | 8 maggio 1995  | 14 giugno 1999  | Partito Popolare Italiano                   | 1995     |
|                |               |          | Giuseppe De Dominicis | 14 giugno 1999 | 14 giugno 2004  | Democratici di Sinistra Partito Democratico | 1999     |
| 14 giugno 2004 | 8 giugno 2009 | 2004     | Giuseppe De Dominicis |                |                 | Democratici di Sinistra Partito Democratico |          |
|                |               |          | Guerino Testa         | 8 giugno 2009  | 12 ottobre 2014 | Il Popolo della Libertà Nuovo Centrodestra  | 2009     |

#### Eletti dai sindaci e consiglieri della provincia (dal 2014)
| Nº | Nº | Ritratto | Nome                | Mandato          | Mandato          | Partito             | Elezione |
| Nº | Nº | Ritratto | Nome                | Inizio           | Fine             | Partito             | Elezione |
| -- | -- | -------- | ------------------- | ---------------- | ---------------- | ------------------- | -------- |
|    |    |          | Antonio Di Marco    | 12 ottobre 2014  | 31 ottobre 2018  | Partito Democratico | 2014     |
|    |    |          | Antonio Zaffiri     | 31 ottobre 2018  | 18 dicembre 2021 | Lista civica        | 2018     |
|    |    |          | Ottavio De Martinis | 18 dicembre 2021 | in carica        | Forza Italia        | 2021     |